# Paula Abdul
Paula Julie Abdul (n. 19 iunie 1962) este o cântăreață, coregrafă, dansatoare, personalitate de televiziune și actriță americană, laureată a premiului Grammy.

## Biografie
S-a născut într-o familie mixtă, în care tatăl este evreu sefard de origine siriană, iar mama canadiană francofonă.
În anii 1980, Abdul s-a ridicat de la statutul de cheerleader a echipei de basketball Los Angeles Lakers, din circuitul profesionist NBA, la a deveni coreograf și dansator, apoi la a fi cântăreață de muzică pop, respectiv rythm and blues cu semnificative succese muzicale în anii târzii 1980 și timpurii 1990.
Conform afirmațiilor cântăreței, aceasta ar fi vândut peste 53 de milioane de înregistrări până astăzi. După perioada inițială de succes, Abdul a suferit o serie de eșecuri și de nerealizări atât în viața sa artistică cât și în cea personală, până când, la începutul anilor 2000 a regăsit atât faima cât și succesul ca membru al juriului concursului de televiziune, American Idol, alături de Randy Jackson și Simon Cowell. Un nou album al cântăreței Paula Abdul este programat a fi lansat cândva în timpul verii anului 2008.